# Herbert Ninaus
Herbert Ninaus, né le 31 mars 1937 à Voitsberg en Autriche et mort le 24 avril 2015 à Sydney, est un joueur de football international autrichien naturalisé australien (depuis 1964), qui évoluait au poste d'attaquant, avant de devenir ensuite entraîneur.

## Biographie

### Carrière de joueur

#### Carrière en club
Lors de la saison 1957-1958, il inscrit 24 buts dans le championnat d'Autriche, ce qui fait de lui le 4e meilleur buteur, derrière Walter Horak, Robert Dienst et Johann Buzek.

#### Carrière en sélection
Avec l'équipe d'Autriche, il joue 2 matchs (pour un but inscrit) en 1958. 
Il joue son premier match le 14 septembre 1958 contre la Yougoslavie, match au cours duquel il inscrit un but. Il joue son second match le 5 octobre 1958 face à l'équipe de France.
Il figure dans le groupe des sélectionnés lors de la Coupe du monde de 1958. Il ne joue aucun match lors de cette compétition.
Avec l'équipe d'Australie, il joue 3 matchs (pour 2 buts inscrits) en 1964.